# Nokia N93
 (janvier 2021).
Si vous disposez d'ouvrages ou d'articles de référence ou si vous connaissez des sites web de qualité traitant du thème abordé ici, merci de compléter l'article en donnant les références utiles à sa vérifiabilité et en les liant à la section « Notes et références ».
Le Nokia N93 est un smartphone créé par Nokia. Commercialisé en 2006, il est spécialement conçu pour l'utilisation du multimédia.
Le N93 a des capacités améliorées de la caméra par rapport à la N90 sorti plus tôt. Le téléphone possède un appareil photo 3,2 mégapixels, optique Carl Zeiss et zoom optique 3x, ainsi que de 30 images par seconde en définition VGA avec une capacité d'enregistrement en MPEG. Il a été le téléphone Nokia avec un appareil photo le plus avancé du moment lors de sa sortie.